# Challenger WTA de Buenos Aires 2023
El WTA Argentina Open 2023 fue un torneo de tenis profesional jugado en canchas de tierra batida. Fue la 3.ª edición del torneo y formó parte de los Torneos WTA 125s en 2023. Se llevó a cabo en Buenos Aires, Argentina, entre el 27 de noviembre al 3 de diciembre de 2023.

## Cabezas de serie

### Individuales
| Tenista             | Ranking | Preclasificada |
| Diane Parry         | 91      | 1              |
| Sara Errani         | 103     | 2              |
| Elizabeth Mandlik   | 115     | 3              |
| Léolia Jeanjean     | 129     | 4              |
| Laura Pigossi       | 138     | 5              |
| Renata Zarazúa      | 151     | 6              |
| Julia Riera         | 156     | 7              |
| María Lourdes Carlé | 173     | 8              |
| Carole Monnet       | 181     | 9              |

- Ranking del 20 de noviembre de 2023.

### Dobles
| Tenista                         | Ranking | Preclasificada |
| Diane Parry Valeriya Strakhova  | 186     | 1              |
| Amina Anshba Quinn Gleason      | 193     | 2              |
| Julia Lohoff Conny Perrin       | 241     | 3              |
| Freya Christie Yuliana Lizarazo | 252     | 4              |

## Campeonas

### Individuales femeninos
Laura Pigossi venció a  María Lourdes Carlé por 6-3, 6-2

### Dobles femenino
María Lourdes Carlé /  Despina Papamichail vencieron a  María Paulina Pérez /  Sofia Sewing por 6-3, 4-6, [11-9]